# Kanton Le Lorrain
Kanton Le Lorrain is een voormalig kanton van het Franse departement Martinique. Kanton Le Lorrain maakte deel uit van het arrondissement La Trinité en telde 7.716 inwoners (2007). Het kanton had een oppervlakte van 50,33 km² en een dichtheid van 153 inwoners per vierkante kilometer. Het werd zoals alle kantons van Martinique opgeheven op 1 januari 2016.

## Gemeenten
Het kanton Le Lorrain omvatte uitsluitend de  gemeente Le Lorrain.